# Abschiebungshafteinrichtung
Abschiebungshafteinrichtungen (AHE) sind in Deutschland Behörden, in denen vollziehbar Ausreisepflichtige in Abschiebungshaft und Ausreisegewahrsam genommen werden können. In der Schweiz werden diese Einrichtungen zur dortigen Vollziehung der ausländerrechtlichen Administrationshaft Ausschaffungshaftanstalten genannt.
Das österreichische Pendant ist ein Polizeianhaltezentrum.

## Situation in Deutschland

### Rechtliche Grundlagen
Die Abschiebungshaft ist eine ordnungsrechtliche Maßnahme, die die Abschiebung des Betroffenen sichern soll. Gemäß § 62a Abs. 1 AufenthG werden Abschiebungsgefangene getrennt von Strafgefangenen untergebracht. Dies erfolgt in den sogenannten Abschiebungshafteinrichtungen. Für Ausreisegewahrsam gilt das gemäß § 62b Abs. 2 und Abs. 3 und § 62a AufenthG entsprechend. Das Aufenthaltsgesetz realisiert hier Regelungen der EU-Richtlinie 2008/115/EG. Gem. Art. 16 Abs. 1 der Richtlinie hat die Inhaftierung in speziellen Hafteinrichtungen zu erfolgen. Ist das nicht möglich, oder sind solche in dem betreffenden Mitgliedsstaat nicht vorhanden, so sind in Haft genommene Drittstaatsangehörige bei der Unterbringung in einer gewöhnlichen Haftanstalt von Strafgefangenen zu separieren.

### Einrichtungen
In Deutschland gab es laut einem Medienbericht im Jahr 2019 zehn solcher Einrichtungen in neun Bundesländern, mit insgesamt 469 Plätzen. Nicht mitgezählt war dabei die 2018 in Betrieb genommene Abschiebungshafteinrichtung München am Flughafen München. Hinzu kamen im Jahr 2021 eine Abschiebungshafteinrichtung in Hof und eine gemeinsame Abschiebungshafteinrichtung der drei Bundesländer Schleswig-Holstein, Hamburg und Mecklenburg-Vorpommern in Glückstadt.

### Geschlossene Abschiebungshafteinrichtungen
Im Jahr 2014 wurde die Abschiebungshafteinrichtung Rendsburg gemäß Beschluss der Landesregierung geschlossen. Im Jahr 2017 wurde die zu dieser Zeit einzige Abschiebungshafteinrichtung Ostdeutschlands in Eisenhüttenstadt wegen gravierender Mängel beim Brandschutz und bei der Sicherheit geschlossen. Seit 2017 bestehende Pläne für eine Abschiebungshafteinrichtung in Dessau wurden 2021 aus Kostengründen aufgegeben.

### Einrichtung für Kriminelle und Gefährder
In einem ehemaligen Gebäude der Jugendarrestanstalt Berlin-Brandenburg in Berlin-Lichtenrade wurde 2018 ein Abschiebegefängnis für Kriminelle und für islamistische Gefährder eingerichtet, das im Juli 2021 temporär geschlossen wurde. Am 2. Juli 2020 entschied der Europäische Gerichtshof, dass eine Unterbringung von Gefährdern vor ihrer Abschiebung in regulären Gefängnissen ausnahmsweise zulässig ist, wenn die Sicherheit dies erfordert und sie getrennt von Strafgefangenen untergebracht werden.

### Abgrenzung zu anderen Einrichtungen
Die Abschiebungshafteinrichtung ist abzugrenzen von einer Ausreiseeinrichtung (auch Ausreisezentrum genannt). In der Letztgenannten sollen gem. § 61 Abs. 2 AufenthG Ausreisepflichtige betreut und beraten werden mit dem Ziel, die Bereitschaft zur freiwilligen Ausreise zu fördern.